# Illmatic (Rapper)
Illmat!c (* 14. Januar 1973 in Bad Pyrmont; bürgerlich Costa Meronianakis) ist ein Rapper griechischer Abstammung, der vom Plattenlabel 3P produziert wird.

## Biografie
Er wuchs in Bad Pyrmont auf und zog mit Anfang 20 für einen Plattenvertrag beim Rapper und Produzenten Moses Pelham, der zuvor ein Demotape des jungen Künstlers gehört hatte und so auf ihn aufmerksam wurde, nach Frankfurt am Main. Im Zuge dessen hatte er Gastauftritte bei Sabrina Setlur & Xavier Naidoo. Danach brachte er die ersten Alben Illastration und Still Ill heraus, die allerdings wenig beachtet wurden. Gemeinsam mit Kool Savas, DJ Release & DJ Katch entstand auch das Album Freunde der Sonne – Nur noch 24 Stunden., das nach einer spontanen Idee in genau 24 Stunden aufgenommen wurde.
Sein Album Brillant, das im Jahre 2003 erscheinen sollte, wurde ausgesetzt, weil es bereits Monate vor Veröffentlichung in verschiedenen Internettauschbörsen auftauchte.
2004 veröffentlichte er das Album Officillz Bootleg – der Junge ILLZ. Das Album besteht zur Hälfte aus den Stücken des nie erschienenen Brillant-Albums und zur anderen Hälfte aus neuen Songs.
Er wurde auch im Disstrack Die Abrechnung von Eko Fresh erwähnt, worauf er mit Nich mit Illz antwortete.
Im Januar 2006 erschien Officillz Bootleg 2 – Brillant 2.0, nachdem die Veröffentlichung im Jahr 2005 bereits mehrfach verschoben wurde. Es beinhaltet bereits zuvor bekannte Tracks – unter anderem aus dem eigentlichen Brillant-Album – sowie neue.
Zusammen mit Kool Savas bildet er die Freunde der Sonne.
Unter seinem bürgerlichen Namen tritt er auch als Stand-Up-Comedian auf, z. B. in der Sendung NightWash oder im Quatsch Comedy Club.

## Diskografie

### Studioalben
| Jahr | Titel                              | Höchstplatzierung, Gesamtwochen, AuszeichnungChartsChartplatzierungen (Jahr, Titel, Platzierungen, Wochen, Auszeichnungen, Anmerkungen) | Anmerkungen                                                                                        |
| Jahr | Titel                              | DE | Anmerkungen                                                                                        |
| ---- | ---------------------------------- | --- | -------------------------------------------------------------------------------------------------- |
| 1998 | Illastration                       | — | Erstveröffentlichung: 20. April 1998                                                               |
| 1999 | Still Ill                          | DE49 (3 Wo.)DE | Erstveröffentlichung: 31. Mai 1999                                                                 |
| 2003 | Nur noch 24 Stunden                | DE86 (1 Wo.)DE | Erstveröffentlichung: 13. Oktober 2003 mit Kool Savas, DJ Release & DJ Katch als Freunde der Sonne |
| 2004 | Officillz Bootleg – der Junge ILLZ | — | Erstveröffentlichung: 20. September 2004                                                           |
| 2006 | Officillz Bootleg 2 – Brillant 2.0 | — | Erstveröffentlichung: 27. Januar 2006                                                              |

### Singles
| Jahr | Titel Album                                | Höchstplatzierung, Gesamtwochen, AuszeichnungChartsChartplatzierungen (Jahr, Titel, Album, Platzierungen, Wochen, Auszeichnungen, Anmerkungen) | Anmerkungen |
| Jahr | Titel Album                                | DE | Anmerkungen |
| ---- | ------------------------------------------ | --- | --- |
| 1998 | 3P (Licence 2 Kill) Revolution             | DE21 (9 Wo.)DE | Erstveröffentlichung: 16. Februar 1998 3P pres. Moses Pelham, Thomas Hofmann, Illmat!c, Xavier Naidoo & Sabrina Setlur |
| 1998 | Here He Come Illastration                  | DE95 (2 Wo.)DE | Erstveröffentlichung: 1998                                                                                             |
| 1998 | Folge Dem Stern Die neue S-Klasse          | DE99 (2 Wo.)DE | Erstveröffentlichung: 22. Juni 1998 Sabrina Setlur feat. Illmat!c                                                      |
| 1998 | Testament Still Ill                        | — | Erstveröffentlichung: 1998                                                                                             |
| 1999 | Still Ill                                  | DE58 (6 Wo.)DE | Erstveröffentlichung: 1999                                                                                             |
| 1999 | Skillz Still Ill                           | DE75 (3 Wo.)DE | Erstveröffentlichung: 17. Mai 1999 feat. Xavier Naidoo & Moses Pelham                                                  |
| 2003 | Alles was du willst Seele mit Herz         | DE81 (1 Wo.)DE | Erstveröffentlichung: 9. Juni 2003 Cassandra Steen feat. Illmat!c                                                      |
| 2004 | 77 Minutes of Strugglin’ Geteiltes Leid II | DE75 (1 Wo.)DE | Erstveröffentlichung: 25. Oktober 2004 Moses Pelham feat. Illmati!c & Kool Savas                                       |